# Abebe Hailou
Abebe Hailou (19 settembre 1933) è un atleta etiope.
Ha partecipato ai Giochi di Melbourne 1956, gareggiando in vari eventi di mezzofondo.